# Candy (tijdschrift)
Candy is een Nederlands pornografisch tijdschrift, waarvan de eerste editie verscheen in oktober 1968. Het was een van de eerste pornografische tijdschriften in Nederland. Het blad werd (evenals bijvoorbeeld Hitweek) uitgegeven door Peter J. Muller en concurreerde met het blad Chick, dat in dezelfde tijd verscheen.
"Candy doorbrak een taboe", aldus Muller. "Seks was voor velen toch een probleem vanwege het geloof. Candy toonde dat seks mocht, dat het lekker, normaal en leuk was." Niet dat hij zo idealistisch was: "Ik wilde gewoon geld verdienen." Na een uitspraak van de Hoge Raad in 1970 over pornografie mocht Candy gewoon openlijk verkocht worden. In de jaren zeventig bereikte het maandblad oplagen van 130.000 exemplaren.
Om publiciteit te genereren, sponsorde het blad in 1970 de Vrije Sekspartij, die deelnam aan de Amsterdamse gemeenteraadsverkiezingen, onder leiding van Hans Hofman. De partij behaalde 0,3% van de stemmen: te weinig voor een zetel in de Amsterdamse gemeenteraad.
Candy · Chick · Rosie · Seventeen · Tuk